# 891 Gunhild
891 Gunhild este un asteroid din centura principală, descoperit pe 17 mai 1918, de Max Wolf.